# Miguel Sandberg
Miguel Sandberg, född 5 augusti 2002, är en svensk-taiwanesisk fotbollsspelare som spelar för GIF Sundsvall.

## Karriär
Inför säsongen 2022 blev Sandberg klar för Västerås SK. Under 2022 och 2023 har han även spelat matcher i division 2-klubben IFK Eskilstuna genom ett samarbetsavtal mellan klubbarna. I augusti 2023 lånades Sandberg ut till Ettan Södra-klubben Oskarshamns AIK. Inför säsongen 2024 blev Sandberg klar för Karlbergs BK, nykomlingar i Ettan Norra.
I december 2024 värvades Sandberg av GIF Sundsvall, där han skrev på ett treårskontrakt.
Sandberg har en svensk pappa och en taiwanesisk mamma och har representerat Taiwans landslag i fotboll.